# 法西沃奇卡
50°26′11″N 29°47′31″E / 50.43639°N 29.79194°E

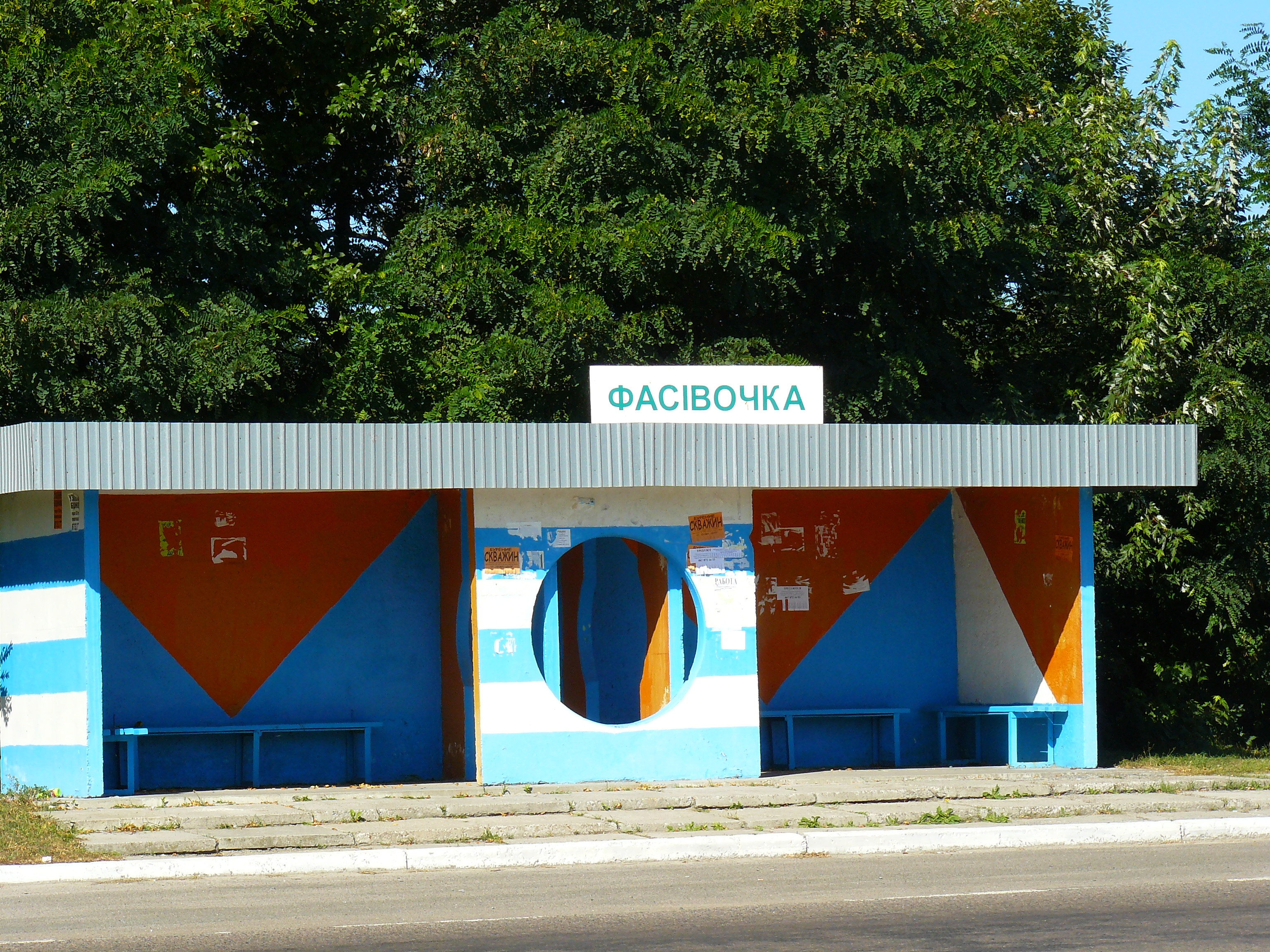

法西沃奇卡（烏克蘭語：Фасівочка）是位於烏克蘭北部的村莊，由基辅州布恰区的馬卡里夫市鎮負責管轄。該村始建於1850年，面積12.4平方公里，海拔高度157米，2001年人口538，人口密度每平方公里43.4人。